# Trevor Redmond
Trevor John Redmond (ur. 16 czerwca 1927 w Christchurch, zm. 17 września 1997 w Glastonbury) – nowozelandzki żużlowiec.

## Życiorys
Dwukrotny uczestnik finałów indywidualnych mistrzostw świata na żużlu, w latach 1952 (jako zawodnik rezerwowy) oraz 1954 (XIII miejsce). Dwukrotnie reprezentował Nową Zelandię w turniejach eliminacyjnych drużynowych mistrzostw świata (w latach 1960 i 1961). W 1950 r. zdobył w Wellington brązowy medal indywidualnych mistrzostw Nowej Zelandii. Był również dwukrotnym medalistą indywidualnych mistrzostw Szkocji: złotym (1961) oraz brązowym (1962).
W lidze brytyjskiej startował w barwach klubów Aldershot Shots (1950-1951), Wembley Lions (1951–1956), Bradford Tudors (1957), Swindon Robins (1959), Bristol Bulldogs (1960), Wolverhampton Wolves (1961), Neath Welsh Dragons (1962), St Austell Gulls (1963) oraz Glasgow Tigers (1964). Sześciokrotny medalista drużynowych mistrzostw Wielkiej Brytanii: trzykrotnie złoty (1951, 1952, 1953), dwukrotnie srebrny (1954, 1956) oraz brązowy (1955).